# 溫特港 (緬因州)
溫特港（英語：Winter Harbor）是一個位於美國緬因州漢考克縣的市鎮。

## 人口
根據2020年美國人口普查的數據，溫特港的面積為179.02平方千米，當中陸地面積為37.19平方千米，而水域面積為141.83平方千米。當地共有人口461人，而人口密度為每平方千米3人。